# 熱帶風暴彩虹 (2009年)
| 太平洋颱風季             |
| 主題頁 - 專題 - 編輯指南 |

熱帶風暴彩虹 （菲律賓大氣地理天文部門：Maring，國際編號：0913，JTWC：13W）為2009年太平洋颱風季第13個被命名的熱帶氣旋。
此名字第一次使用，取代重創韓國2003年韓圓，相當於同年的48億美元的梅米。

## 發展過程
在9月6日，在馬尼拉對開大約305公里開始形成了一個熱帶低氣壓。日本氣象廳升格為熱帶低氣壓。9月8日晚上，菲律賓大氣地理天文部門為熱帶低氣壓命名為Maring。JTWC發布熱帶氣旋形成及命名為13W。9月9日晚上，隨熱帶低氣壓繼續遠離菲律賓，菲律賓大氣地理天文部門發布了它發佈最後情況的通知。
9月11日凌晨2时20分，熱帶風暴彩虹已經在海南文昌市龍樓鎮附近登陸，其後橫過海南島北部，進入北部灣。9月12日，彩虹在越南北部登陸。
從彩虹的路徑和平均最高持續風速來看，大致上與早前於同年7月於南海活躍的熱帶風暴蘇迪羅十分相似，同樣地於琼州海峽至海南島北面略過，再進入越南。

## 影響

### 香港
當地發出之最高熱帶氣旋警告信號： 三號強風信號
彩虹於9月9日早上在香港之東南偏南約790公里形成，但天文台一直沒有予以理會，亦沒有任何考慮發出熱帶氣旋警告之表示。9月10日，香港天文台在凌晨4時35分突然發出一號戒備信號，當時彩虹集結香港東南偏南約450公里。當日早上香港離岸及高地吹強風。香港天文台一度表示下午初時改發三號強風信號的機會不大，會考慮是否需要於下午較後時間發出三號強風信號。不過由於香港的風力增強，普遍地區吹東北強風，加上彩虹比預期更早最接近香港，天文台提早在下午2時35分發出三號強風信號。彩虹於下午2時左右最接近香港，並在香港以南約330公里掠過。下午香港風勢增強及轉吹東風，下午較後及晚上多處地區受到偏東強風影響，離岸及高地風力間中達烈風程度。
9月11日，隨着彩虹逐漸移離，天文台於凌晨3時35分改發一號戒備信號，再於早上6時25分香港天文台取消所有熱帶氣旋警告，當時彩虹集結在香港之西南偏西約520公里。
彩虹吹襲期間，天文台測風網絡8個指定自動氣象站有3個錄得強風，三號信號只欠1站便達標；但機場以些微之差，未能錄得強風。長洲、西貢及啟德錄得最高10分鐘平均風速分別為每小時57、48及42公里。維多利亞港內的中環碼頭的最高一小時平均風速為每小時47公里，表示市區亦受強風影響。

### 澳門
當地懸掛之最高熱帶氣旋信號：  三號風球
9月10日，澳門氣象局05時45分懸掛一號戒備信號。17時45分懸掛三號風球。若熱帶風暴彩虹繼續按現時途徑移動，將不會改掛較高風球。預料熱帶風暴彩虹將大致趨向海南島。

9月11日，澳門氣象局於09:45除下所有風球。

#### 雨量
| 氣象站         | 信號懸掛期間總雨量(毫米) |
| -------------- | ------------------------ |
| 大潭山         | 3.0                      |
| 嘉樂庇總督大橋 |                          |
| 友誼大穚(南)   |                          |
| 西灣大橋       |                          |
| 大砲台山       | 6.0                      |
| 孫逸仙紀念公園 | 9.4                      |
| 九澳           | 5.6                      |
| 污水處理廠     | 6.6                      |

## 圖片庫

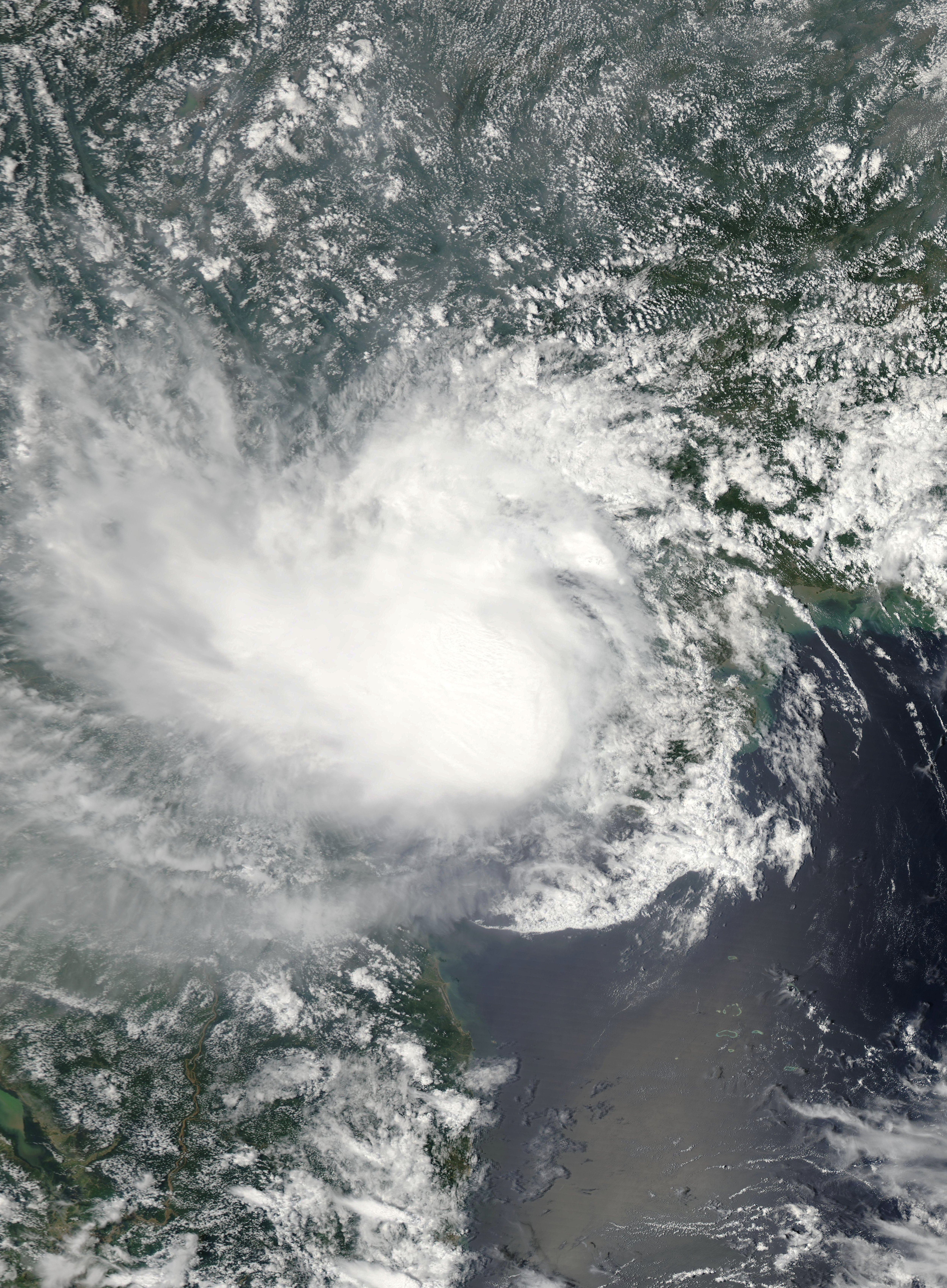
9月11日

## 熱帶氣旋警告使用記錄

### 香港
| 香港天文台 熱帶氣旋警告信號 | 香港天文台 熱帶氣旋警告信號 | 香港天文台 熱帶氣旋警告信號 |
| --------------------------- | --------------------------- | --------------------------- |
| 上一熱帶氣旋                | 一號戒備信號                | 下一熱帶氣旋                |
| 強烈熱帶風暴天鵝            | 一號戒備信號                | 颱風巨爵                    |
| 強烈熱帶風暴天鵝            | 三號強風信號                | 颱風巨爵                    |

### 澳門
| 地球物理暨氣象局 熱帶氣旋信號 | 地球物理暨氣象局 熱帶氣旋信號 | 地球物理暨氣象局 熱帶氣旋信號 |
| ----------------------------- | ----------------------------- | ----------------------------- |
| 上一熱帶氣旋                  | 一號風球                      | 下一熱帶氣旋                  |
| 強烈熱帶風暴天鵝              | 一號風球                      | 颱風巨爵                      |
| 強烈熱帶風暴天鵝              | 三號風球                      | 颱風巨爵                      |

## 內部連結
- 2009年太平洋颱風季
- 熱帶氣旋

## 外部連結
- （英文）https://web.archive.org/web/20090826230250/http://metocph.nmci.navy.mil/jtwc.php 聯合颱風警報中心首頁
- （日語）http://www.jma.go.jp/jma/index.html （页面存档备份，存于） 日本氣象廳首頁
- （繁體中文）http://www.cwb.gov.tw （页面存档备份，存于） 中央氣象局首頁
- （英文）http://www.pagasa.dost.gov.ph/ （页面存档备份，存于） 菲律賓大氣地球物理和天文管理局首頁
- （中文）http://www.hko.gov.hk （页面存档备份，存于） 香港天文台首頁
- （中文）http://www.smg.gov.mo （页面存档备份，存于） 澳門地球物理暨氣象局首頁